# Cristalino
El cristalino es una estructura del ojo humano con forma de lente biconvexa que está situado tras el iris y delante del humor vítreo. Su propósito principal consiste en permitir enfocar objetos situados a diferentes distancias. Este objetivo se consigue mediante un aumento o disminución funcional de su curvatura y de su espesor, proceso que se denomina acomodación. El cristalino se caracteriza por su alta concentración en proteínas, que le confieren un índice de refracción más elevado que los fluidos que lo rodean. Este hecho es el que le otorga su capacidad para refractar la luz, ayudando a la córnea a formar las imágenes sobre la retina.
A medida que la edad del sujeto aumenta, el cristalino va perdiendo progresivamente su capacidad para acomodar. Este fenómeno se conoce como presbicia, presbiopía o vista cansada, y esto pasa porque el cristalino empieza a perder permeabilidad a las proteínas, lo que ocasiona en él un endurecimiento. Afecta a la totalidad de la población a partir de los cincuenta años aproximadamente, exigiendo el uso de lentes para enfocar objetos cercanos. La principal dolencia que afecta al cristalino son las cataratas. Por este nombre se conoce a cualquier pérdida de transparencia del mismo que afecte a la visión. Sus causas son diversas y cuando se encuentran en un estado avanzado requieren de una operación quirúrgica.

Esquema de la sección del ojo que muestra la ubicación del cristalino.

## Anatomía
Es transparente, incoloro, biconvexo, flexible y avascular. Está situado en el segmento anterior del globo ocular, detrás del iris y el humor acuoso, y delante del humor vítreo. Debido a la ausencia de vasos sanguíneos en su interior, la nutrición del cristalino depende principalmente de intercambios con el humor acuoso. La curvatura de la cara anterior (la que limita con el humor acuoso) es inferior a la de la cara posterior. A los centros de dichas caras se les conoce, respectivamente, como polo anterior y polo posterior, mientras que la línea que los une se llama eje del cristalino. A la anchura entre las caras anterior y posterior se le denomina espesor del cristalino; para un recién nacido sin acomodación, su valor es de unos 3.5 milímetros. A la circunferencia que delimita las dos caras mencionadas se le llama ecuador, mientras que al diámetro de la misma se le conoce como diámetro del cristalino.
Se encuentra rodeado por una cápsula transparente, elástica y acelular, también llamada cristaloide, que está conectada al músculo ciliar por medio de unas fibras denominadas zónula de Zinn. En el interior del cristalino existen dos zonas principales: el núcleo y la corteza. La superficie anterior de la corteza está recubierta por un epitelio, siendo este el único tejido del cristalino que es capaz de regenerarse.

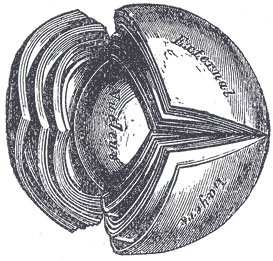
Ilustración de la Anatomía de Gray que muestra la corteza (external layers) y el núcleo (nucleus) del cristalino. Se aprecian las diferentes capas concéntricas que van formando las nuevas células.

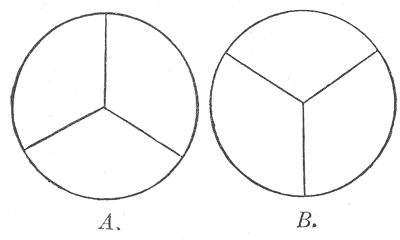
Ilustración de la 20.ª edición de la Anatomía de Gray con la disposición de las líneas de sutura en las superficies posterior (A) y anterior (B) del cristalino del recién nacido.

Las fibras zonulares son finas y elásticas. Pueden ser divididas en dos grupos de acuerdo a su localización: las zónulas posteriores y las anteriores. Las anteriores ocupan la región situada entre los procesos ciliares y la cápsula, uniéndose a esta última en las proximidades de la región ecuatorial; las posteriores se extienden desde la unión del músculo ciliar con la ora serrata hasta los procesos ciliares. La unión de las fibras posteriores y anteriores, denominada plexo zonular, está ligada al epitelio del cuerpo ciliar, en los valles de los procesos, por medio de un sistema de fibras secundario.
El cristalino está formado por células alargadas (fibras), compuestas principalmente por unas proteínas llamadas cristalinas. Estas fibras se continúan produciendo durante toda la vida humana, por diferenciación de las células originadas en la región germinal del epitelio, cerca del ecuador. Como consecuencia de ello, el espesor de la lente crece con la edad del sujeto: en la corteza anterior y posterior, las nuevas capas de fibras se superponen a las viejas formando estructuras concéntricas estratificadas, de modo similar a lo que sucede en una cebolla. Las fibras del interior van perdiendo los orgánulos intracelulares, en lo que parece ser un proceso de apoptosis. Este hecho ayuda a reducir la absorción y a mejorar la transparencia del medio, a la que también puede contribuir la regularidad de las fibras (transversalmente, siguen una configuración hexagonal). Además, como consecuencia de este crecimiento también se produce un endurecimiento del cristalino.
El cristalino presenta unas líneas de sutura que parten de los polos y se extienden radialmente. Estas líneas se corresponden con las regiones en las que coinciden fibras con direcciones de alargamiento contrarias. En el feto, en la cara anterior hay tres líneas dispuestas en ángulos de 120 grados, en forma de "Y", mientras que en la posterior configuran otra "Y" invertida. Con la edad, como se van añadiendo nuevas fibras, la estructura se complica.
En el feto, la forma del cristalino es aproximadamente esférica y es más blando que en el estado adulto. En este periodo, su desarrollo es apoyado por la arteria hialoidea, una rama de la arteria oftálmica que atraviesa el humor vítreo, extendiéndose desde el disco óptico hasta el cristalino. Esta arteria suele involucionar en el noveno mes de embarazo; los restos de la misma forman el canal de Cloquet.

## Fisiología
La transparencia del cristalino es una función de la alta ordenación de las células que lo conforman (las fibras) y de la matriz extracelular. En esencia, la matriz extracelular del cristalino está confinada en la cápsula, mientras que las fibras forman un sincitio (un grupo de células cuyos citoplasmas están conectados mediante uniones "gap", de manera que funcionan como una única célula) con mecanismos celulares intercomunicados.
Las propiedades de transmisión de la luz del medio ocular varían en función de la naturaleza y la edad del tejido:
- córnea, humor acuoso y cristalino transmiten la luz de longitud de onda (λ) larga, por encima del límite visible (alrededor de 720 nm);
- la luz de λ corta (<300 nm) es absorbida por la córnea pero es transmitida por el humor acuoso;
- el cristalino filtra la mayor parte de la luz de λ corta (<360 nm) y es una barrera absoluta para λ<300nm.

El epitelio simple que recubre el cristalino no descompone ni refleja la luz (ya que su índice de refracción combinado es similar al del humor acuoso), pero es de vital importancia en el mantenimiento del equilibrio electrolítico de los fluidos y del sincitio de fibras del cristalino, mediante sistemas de canales iónicos. Por ello, cualquier agente que altere la función del epitelio y/o su viabilidad (como por ejemplo, la radiación ionizante) tendrá un impacto significativo en la claridad del cristalino.
Las fibras del cristalino se organizan en haces celulares muy empaquetados, con interdigitaciones similares a las piezas de un puzle de tres dimensiones. Las fibras están conectadas entre sí mediante uniones "gap" formadas por la proteína del cristalino denominada MIP26 (por main intrinsic polypeptide of 26 MDa). Durante el desarrollo, las fibras del cristalino pierden el núcleo y se especializan en la producción de proteínas específicas del cristalino, denominadas cristalinas. Estas proteínas conforman el 90% de las proteínas totales y están embebidas en el interior de una matriz compleja formada por el citoesqueleto celular, algunos de cuyos componentes son también específicos del cristalino. El alto índice de refracción del cristalino se debe a las cristalinas. La transparencia, por su parte, es el resultado del empaquetamiento de las cristalinas en una concentración muy elevada.

### Intercambio de iones
La proteína MIP26 del cristalino funciona como un canal iónico, que permite que las fibras del cristalino funcionen como un sincitio iónico y eléctrico. MIP26 se ha identificado recientemente como miembro de la familia de las acuaporinas, que son transportadores de agua que funcionan como osmorreceptores. MIP26 extrae agua del cristalino y mantiene la transparencia. Ratones con mutaciones en este gen presentan cataratas. MIP26 está ausente en las células epiteliales del cristalino.
Por otro lado, para que el cristalino funcione como un sincitio desde un punto de vista eléctrico y químico, existen canales iónicos que extraen de forma activa el sodio (Na+) del cristalino, mientras que el potasio (K+) y el agua entran de forma pasiva. El epitelio, por su parte, también presenta uniones "gap" entre las superficies laterales de sus células, lo que también permite la interconexión celular y el funcionamiento sincrónico. La comunicación entre las células del epitelio y las fibras del cristalino se realiza mediante endocitosis, vía vesículas recubiertas.
La bomba sodio-potasio presente en el polo apical del epitelio intercambia de forma activa Na+ (que se extrae) y K+ (que se introduce). El Na+ se difunde luego de forma pasiva hasta el humor acuoso.

### Metabolismo del cristalino
La principal fuente de energía del cristalino es la glucosa procedente del humor acuoso. La glucosa entra en las células mediante transportadores independientes de insulina localizados en la membrana plasmática. Cerca del 80% de la glucosa se consume en el cristalino utilizando la glicólisis anaerobia. La utilización aerobia de la glucosa en el ciclo del ácido cítrico se realiza únicamente en las células del epitelio, ya que éstas son las únicas que conservan mitocondrias.
La síntesis de proteínas nuevas se detiene cuando las células se transforman en fibras. Todos los cambios que se producen a partir de ese momento son modificaciones post-traduccionales. Por ejemplo, se produce la fosforilación de muchos tipos de proteínas, como cristalinas, proteínas del citoesqueleto y MIP26. Además, se han detectado proteínas con actividad proteasa en el cristalino, posiblemente implicadas en los procesos de apoptosis. Con la edad aumenta la degradación de proteínas, sobre todo MIP26, lo que puede tener importancia en las conexiones intercelulares y contribuir en la aparición de cataratas.
En cuanto a los lípidos, la membrana plasmática de las fibras contienen proporciones inusualmente altas de esfingomielina, colesterol y ácidos grasos saturados, que confieren rigidez a la membrana, importante para mantener las conexiones intercelulares.
El cristalino está expuesto constantemente al ataque por agentes oxidativos: de hecho en el humor acuoso hay normalmente un nivel elevado de peróxido de hidrógeno, y la actividad peroxidasa se detecta en el cristalino. Por ello, el cristalino presenta sistemas redox, conjuntos de enzimas capaces de minimizar o tamponar los efectos de los oxidantes. Entre estas enzimas se encuentran la catalasa, la superóxido dismutasa, la glutatión peroxidasa y la glutatión-S transferasa.

## Historia

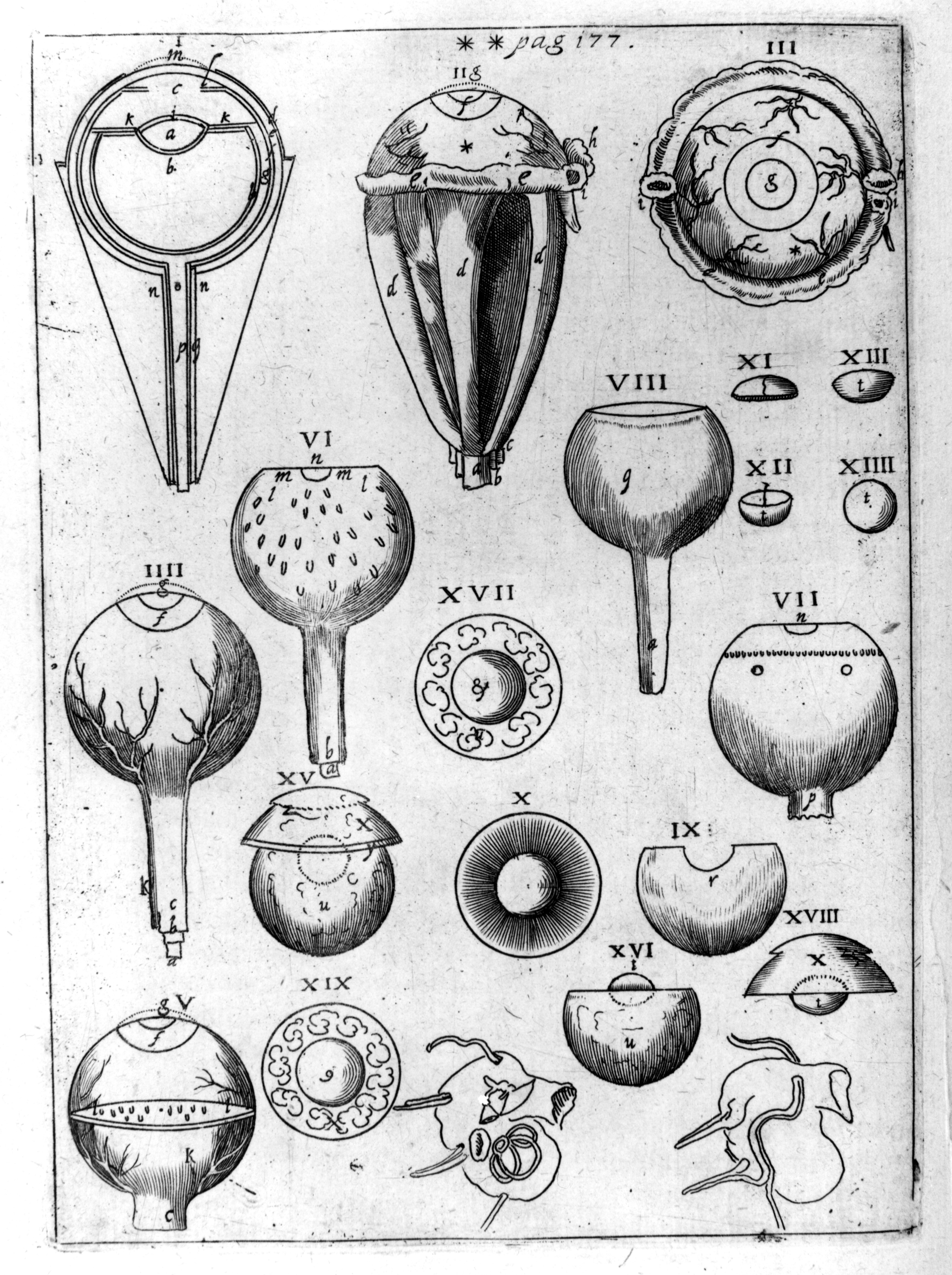
Ilustración de la obra de Kepler Astronomiae Pars Optica, con diversas representaciones del ojo humano. En particular, la figura de la esquina superior izquierda muestra el esquema del ojo realizado por Félix Platter.

Hasta la llegada de la época alejandrina,  el conocimiento acerca del cristalino era muy deficiente. Muestra de ello es que los griegos no adoptaron un vocablo para referirse a esta parte del ojo hasta la llegada de la mencionada etapa. Una consideración muy extendida en aquella época era la de que el cristalino era líquido, solidificándose únicamente como consecuencia de alguna enfermedad o como resultado de la disección. Así, existe una vaga alusión del pionero de la medicina moderna, Hipócrates, a un componente del fluido del ojo que "cuando se enfría, se vuelve sólido". Se especula con que ésta sea la primera referencia escrita acerca del cristalino.
El trabajo de los anatomistas griegos de Alejandría quedó presumiblemente recogido en la obra De Medicina, del enciclopedista romano Aulo Cornelio Celso (25 a. C.-50 d. C.). En esta obra se recogía una creencia que predominaría hasta la Edad Moderna: la de que el cristalino era el órgano en el que se originaba la percepción visual. Jugaría así el papel que en la actualidad se adjudica a la retina. También cometió el error de situar al cristalino en el centro del globo ocular, equivocación en la que también incurrirían otros autores.
En el siglo II  destaca el médico griego Galeno, cuya obra influyó de manera determinante sobre la medicina europea durante más de un milenio. Algunos años antes, el anatomista Rufo de Éfeso había situado al cristalino en su ubicación correcta, próximo a la pupila. Por su parte, Galeno sostuvo, de nuevo, que el cristalino era el órgano principal del sentido de la vista en el interior del ojo, sirviendo las demás partes del globo ocular como apoyo para su funcionamiento. Para sustentar su afirmación, argumentó que la presencia de una catarata podía provocar ceguera. Galeno también se dio cuenta de que la curvatura de la superficie anterior era inferior a la de la posterior.
Después de Galeno, prácticamente no hubo avances en cuanto a conocimiento de cristalino hasta la Edad Moderna. El anatomista Felix Platter (1536-1614), que influiría sobre los estudios de óptica ocular de Kepler, señaló a la retina como el punto de partida de la percepción, relegando al cristalino a un papel óptico. Otro astrónomo que apoyó las ideas de Platter fue Scheiner, que también presentó la primera representación del ojo anatómicamente correcta, con el cristalino y el nervio óptico en sus localizaciones reales.
Los estudios en Biología experimentaron un importante impulso en el siglo XVII gracias a la invención del microscopio. Por ejemplo, el científico neerlandés Anton van Leeuwenhoek, conocido por las mejoras que introdujo en este instrumento, lo empleó para examinar las diferentes partes del ojo, descubriendo la existencia de fibras en el cristalino.

## Función

### Óptica del cristalino

Función del cristalino: el cambio de curvatura posibilita el enfoque del objeto cercano (el diagrama está muy simplificado, tanto óptica como anatómicamente).

La función del cristalino es la de enfocar los rayos luminosos para que formen una buena imagen en la retina con independencia de la distancia a la que esté situado el objeto. Así, según la mayoría de modelos del ojo, las cerca de 20 dioptrías del cristalino en el estado relajado, unidas a las 40 de la córnea, enfocan en retina los rayos emitidos por objetos lejanos. Sin embargo, para objetos cercanos, la potencia del ojo relajado no refracta lo suficiente los rayos luminosos. En consecuencia, si no se produjese ningún cambio, la imagen del objeto se formaría por detrás de la retina, de modo similar a lo que sucede en la hipermetropía. Por tanto, durante la visión cercana el ojo necesita una potencia adicional, que obtiene mediante la modificación de la curvatura del cristalino: acomodación.
El hecho de que la córnea posea una mayor potencia óptica que el cristalino se debe, además de a su curvatura, a que su superficie separa el aire del interior del ojo, dos medios con índices de refracción bien diferenciados. En cambio, los índices de humor acuoso, cristalino y humor vítreo son más próximos. Por otro lado, el índice de refracción del cristalino no es constante, sino que varía siguiendo un gradiente de índice: esta magnitud alcanza su valor pico en el centro, debido a la mayor concentración de proteínas cristalinas, y disminuye ligeramente en las capas más externas, aunque se mantiene siempre por encima de los índices de los humores (esta condición es necesaria para que aumente la convergencia de los rayos luminosos que lo atraviesan). Se piensa que este perfil de índice contribuye a mejorar la calidad de imagen del ojo.
Con la edad, el espesor del cristalino entre las caras anterior y posterior aumenta, al igual que la curvatura de dichas superficies (un aumento de la curvatura se corresponde con una disminución del radio de curvatura). Asociado a estos cambios cabría esperar un aumento de la potencia refractiva (esto es, una mayor desviación de la trayectoria de los rayos que lo atraviesan). En la realidad dicho cambio no se produce, sino que tiene lugar el efecto contrario. A este fenómeno se le denomina paradoja del cristalino. Se cree que con la edad también se produce un cambio en la distribución del índice que compensa ópticamente el aumento de espesor.
Al punto más cercano que el ojo puede enfocar con ayuda de la acomodación se le conoce como punto próximo. Para un adolescente, su valor es de unos 7 centímetros, pero aumenta con la edad debido a la presbicia. Al punto que está enfocado cuando el cristalino se encuentra sin acomodar se le denomina punto remoto. En sujetos jóvenes, el incremento de potencia que se necesita para llevar el foco del punto remoto al próximo es de unas 15 dioptrías. Es relevante señalar que en el diseño de diferentes instrumentos ópticos a emplear por el ser humano se trata de evitar que el ojo tenga que acomodar, a fin de no forzar en vano la vista del sujeto.

### Historia

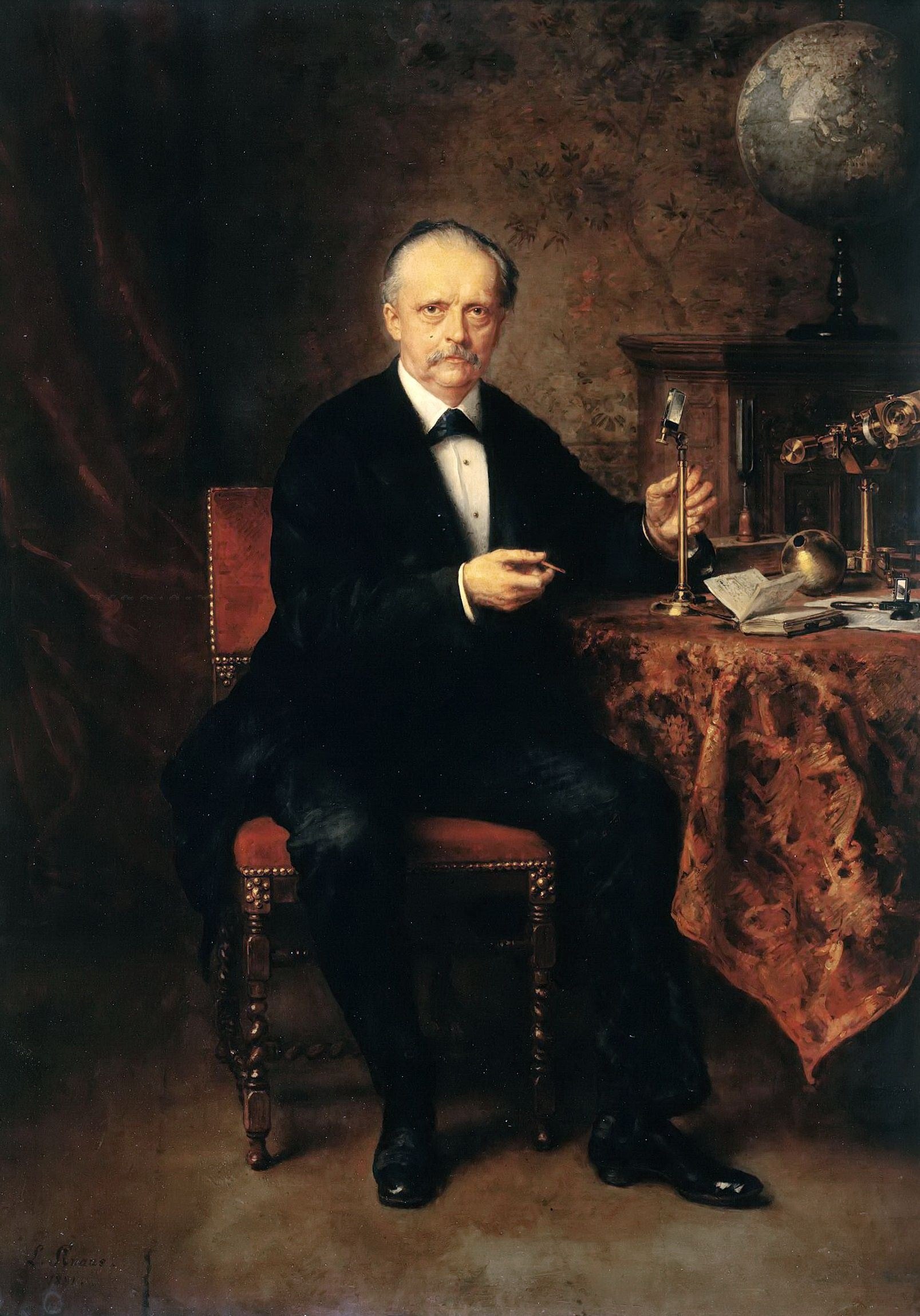
La explicación del mecanismo de acomodación que Helmholtz incluyó en su tratado sobre Óptica Fisiológica es aceptada por la mayoría de la comunidad científica.

Kepler (siglo XVII) fue uno de los primeros científicos que se interesó por el estudio del ojo como instrumento óptico. En particular, se interrogó acerca del mecanismo que permitiría enfocar objetos situados a diferentes distancias. Basándose en observaciones realizadas con una cámara oscura, llegó a la conclusión de que el cristalino debía moverse hacia delante y hacia atrás a fin de posibilitar dicha tarea. Scheiner dio su apoyo a esta hipótesis, aunque señaló que la modificación de la curvatura del cristalino podría ser una posibilidad alternativa. Este último mecanismo también fue apuntado por Descartes, que pudo realizar estudios más rigurosos de la óptica ocular gracias a la ley de Snell de la refracción.
En el siglo XVIII, William Porterfield confirmó que era el cristalino el que resolvía el problema de la acomodación, término que fue acuñado por él. Lo hizo tras estudiar la visión de un sujeto al que se le había extraído la lente. No obstante, seguía sin estar del todo claro cuál era el mecanismo concreto que posibilitaba la visión cercana. A comienzos del siglo XIX, Thomas Young descartó la posibilidad de que la acomodación se debiese a un cambio de curvatura de la córnea (fenómeno que se produce en algunas aves). Para ello, observó que el reflejo corneal de una vela no modificaba su tamaño cuando el ojo iluminado acomodaba. En la misma época, Purkinje descubrió las imágenes correspondientes a reflexiones de una fuente de luz en las caras anterior y posterior del cristalino. Cuando un sujeto modificaba su punto de fijación entre un objeto lejano y otro cercano, se producían variaciones en dichas imágenes, lo que era atribuible a una modificación de la curvatura de las caras de la lente. En este mismo siglo Hermann von Helmholtz formuló en su obra Handbuch der Physiologischen Optik su teoría acerca del papel del músculo ciliar y las zónulas.

### Mecanismo de acomodación
Según la teoría de Helmholtz, respaldada en su esencia por la mayoría de la comunidad científica, durante la visión lejana el músculo ciliar se encuentra relajado. En esta situación pasiva, las zónulas ejercen una tensión sobre el cristalino, manteniéndolo extendido. Por el contrario, cuando es necesario enfocar un objeto cercano, el músculo ciliar se contrae, lo que provoca que las zónulas se liberen. Entonces, gracias a la elasticidad del cristalino, su diámetro ecuatorial disminuye, mientras que el espesor entre las caras anterior y posterior aumenta. La lente adopta, pues, una forma más esférica. De acuerdo con Helmholtz, durante la acomodación es sobre todo la cara anterior la que adquiere una curvatura más convexa. Simultáneamente, esta cara se desplaza hacia adelante, al igual que el margen del iris que delimita a la pupila. Además, en la visión cercana también se produce un constricción de la pupila (así como un aumento en el ángulo de convergencia de los ojos).
La teoría del científico germano ha sido refinada desde su primera formulación por varios autores. Por ejemplo, Gullstrand, que recibió el Nobel de Medicina en 1911 por sus estudios en Óptica Fisiológica, introdujo la idea de que la forma del cristalino sin acomodación estaba determinada por el equilibrio entre dos fuerzas elásticas que actuaban en sentidos opuestos: por un lado, la fuerza ejercida la coroides, que influiría en el cristalino a través de las zónulas; por el otro, la fuerza recuperadora del propio cristalino. El papel del músculo ciliar sería el de alterar dicho equilibrio, situación a la que se volvería cuando se completase el proceso de acomodación.
En el año 1925, Fincham introdujo otra modificación relevante a la teoría. Según este autor, la elasticidad del cristalino es relativamente baja como para desempeñar la tarea asignada por Helmholtz. En cambio, la cápsula que lo envuelve sí que es altamente elástica. Por tanto, ante la relajación de las zónulas, la cápsula actuaría sobre el cristalino, modificando su forma ("moldeándolo"). Fincham también sugirió que, al contrario de lo que pensaba Helmholtz, la cara posterior se desplazaba hacia atrás con la acomodación. Medidas biométricas posteriores han confirmado que, en efecto, existe un movimiento significativo de dicha superficie, aunque de menor magnitud que el de la cara anterior hacia adelante.
Así pues, con las modificaciones de Gullstrand y Fincham y ciertas contribuciones posteriores, el mecanismo quedaría como sigue. Cuando el músculo ciliar se encuentra relajado, la elasticidad de la coroides tira de todo el sistema de zónulas, extendiendo el cristalino. Llega un momento en el que esta tensión se equilibra con la ejercida en sentido opuesto por la cápsula, alcanzándose el estado de desacomodación. En cambio, cuando el músculo se contrae, el cuerpo ciliar se mueve hacia el ecuador del cristalino. Como el plexo zonular se encuentra unido al cuerpo ciliar por medio del sistema de fibras secundario, este movimiento del cuerpo posibilita que sea dicho sistema el que contrarreste la tensión de la coroides. Por tanto, las zónulas posteriores se mantienen estiradas, mientras que las zónulas anteriores se liberan, lo que permite que la cápsula deforme el cristalino. El cristalino aumenta entonces su espesor y disminuye su diámetro ecuatorial hasta que su cambio de forma posibilita que se recupere la tensión de las zónulas anteriores.

### Presbicia
La progresiva pérdida de la función del cristalino para acomodar se denomina presbicia (o vista cansada) y es un fenómeno que sucede con el paso de los años. Los estudios muestran que la amplitud de acomodación disminuye linealmente con la edad, en torno a una 2 dioptrías por década. El proceso comienza ya en la niñez y culmina alrededor de los 50 años con la pérdida completa de la capacidad de acomodar. Algunos sujetos con miopía y presbicia son capaces de leer sin usar lentes debido a la compensación que se produce entre ambos fenómenos.
A partir de los 40-50 años, la compensación de la presbicia requiere el uso lentes convergentes para tareas de visión cercana. La gente con algún defecto de visión previo, suele cambiarse a lentes lentes bifocales o progresivas. Además, el éxito de las operaciones de cataratas ha potenciado la investigación en lentes intraoculares con capacidad acomodativa.
Como se ha visto, existen diferentes agentes que intervienen en el proceso de acomodación: el cristalino, el músculo ciliar, la cápsula o las zónulas; la existencia de cambios con el tiempo en alguno de ellos podría explicar la aparición de la presbicia. Históricamente, han existido teorías que han señalado a cada uno de estos factores como responsables de la pérdida de función. También han existido teorías que han apuntado que la responsabilidad podría recaer sobre una combinación de diversos fenómenos.
Uno de los principales hechos que podría explicar la formación de la presbicia es el endurecimiento o esclerosis del cristalino. Se ha comprobado que la dureza de la lente aumenta exponencialmente con la edad. Este hecho podría impedir que la cápsula desempeñase su papel moldeador durante la acomodación o que el cristalino fuese estirado durante la desacomodación. Por lo que respecta al músculo ciliar, los estudios realizados sobre la capacidad contráctil del mismo no han encontrado una disminución de la misma que pueda explicar la presbicia. No obstante, estudios histológicos y de resonancia magnética han hallado cambios relevantes con la edad: su área y su longitud disminuyen, mientras que su vértice interno se desplaza hacia delante y hacia el interior, tal y como sucede en el ojo joven sin acomodación.

### Otras funciones
El grado de acomodación del cristalino es uno de los datos que emplea el cerebro a la hora de estimar la distancia a la que se encuentra un objeto del observador. Esta magnitud no está presente en la imagen bidimensional que se forma en la retina, siendo necesaria su recuperación a través de otras fuentes de información (como las leyes de la perspectiva, la disparidad binocular  o el ángulo de convergencia de ambos ojos). Debido a que el cristalino se encuentra prácticamente relajado cuando el objeto está a 2-2.5 metros, la acomodación sólo ofrece información sobre la profundidad hasta distancias de ese orden.

## Enfermedades

Catarata en un ojo humano. Imagen ampliada recogida durante un examen médico, realizado con una lámpara de hendidura.

A toda pérdida de transparencia del cristalino se le llama catarata. Las cataratas avanzadas requieren una intervención quirúrgica, ya que la pérdida progresiva de visión que generan puede desembocar en ceguera. Las cataratas son indoloras, siendo esta disminución de la visión su principal síntoma. Constituyen la causa más importante de ceguera en todo el mundo.
El tipo más común de catarata es la catarata senil, así denominada por ser más común a medida que aumenta la edad del paciente. Este tipo de catarata se subdivide en diferentes clases en función de la región afectada. Así, se habla de cataratas seniles nucleares, corticales, etc. También se puede adquirir una catarata por otros motivos: lesiones, complicaciones postoperatorias, diabetes, exposición a rayos X, ingestión de ciertas sustancias. Por último, existen cataratas congénitas. Para el diagnóstico de las cataratas, se suele emplear una lámpara de hendidura, técnica usada para el examen de las diferentes estructuras del ojo.
En la cirugía de cataratas se sustituye el cristalino por una lente intraocular. La lente intraocular posee una distancia focal fija, es decir, con ella no existe la posibilidad de acomodar. Esto no supone un problema adicional en personas con edad avanzada debido a la presbicia que éstas ya padecen.
Una de las técnicas auxiliares empleadas en estas operaciones es la facoemulsificación, que consiste en el uso de ultrasonidos para fragmentar el cristalino antes de su extracción. Una vez aspirados los restos del mismo, se coloca la lente intraocular sobre la cápsula posterior. La operación requiere anestesia local.
Las operaciones de cataratas se han realizado desde la Antigüedad. La técnica empleada hasta el siglo XVIII se denomina reclinamiento. Consistía en la inserción de una aguja en el ojo a fin de dislocar el cristalino empujándolo contra el humor vítreo.
A la ausencia de cristalino en un ojo se le denomina afaquia (fakos significa lente en griego). La mayoría de los ojos afáquicos se corresponden con pacientes operados de cataratas, aunque la afaquia no siempre es adquirida. A veces, también se habla de pseudofaquia cuando el cristalino ha sido sustituido por una lente intraocular. Finalmente, cuando el cristalino se encuentra desplazado de su posición correcta, se habla de ectopia lentis.

### Fármacos que afectan al cristalino
A continuación, se listan algunos de los fármacos más relevantes que interaccionan con el cristalino:
- Pilocarpina: provoca una contracción del músculo ciliar (favorece la acomodación). Este mecanismo favorece la salida del humor acuoso a través del canal de Schlemm.
- Eserina: causa espasmos en el músculo ciliar.
- Atropina: este fármaco es de los más utilizados en oftalmología. Provoca cicloplegía (parálisis de la acomodación), útil para poder realizar la refracción (graduar) a los niños y a pacientes con una gran capacidad acomodativa. No está recomendado en pacientes que presenten glaucoma.
- Tropicamida: tiene la misma acción que la atropina.
- Corticoides: posee efectos negativos para el cristalino, ya que un tratamiento largo con este fármaco aumenta el riesgo de que se produzca una catarata temprana.

## El cristalino en el reino animal

Aberración esférica en una lente con índice de refracción constante y superior al del medio. Los rayos más marginales se curvan más que los que pasan por el centro de la lente. Se piensa que la compensación de este fenómeno en el medio acuático originó el gradiente de índice en algunos cristalinos.

El cristalino está presente tanto en animales vertebrados como invertebrados. En el primer subfilo, está presente en los peces y en algunos mamíferos, aves, reptiles y anfibios. Dentro de los invertebrados, está presente en algunos crustáceos, anélidos, gastrópodos y cefalópodos, con la notable excepción del nautilus, cuyo ojo se asemeja a una cámara oscura o estenopeica.
En los animales acuáticos, el índice de refracción del entorno es muy similar al del interior del ojo, por lo que la superficie externa de este último apenas puede refractar la luz. El desarrollo de un cristalino fue la solución que la mayoría de las especies adoptaron para poder formar imágenes. Los primeros cristalinos tenían un índice de refracción constante en su interior y una forma esférica. Uno de los principales defectos de este tipo de lentes es la aberración esférica. En óptica, se llama aberración a cualquier desviación del comportamiento de un sistema formador de imagen respecto de la idealidad. Dicha situación ideal consiste en que el sistema haga que todos los rayos emitidos por una fuente puntual converjan en un único punto, la imagen. En lentes con superficies esféricas sin imperfecciones y con índice de refracción constante y superior al del medio, este hecho no se produce, ni siquiera cuando el objeto está en el eje óptico del sistema. En cambio, los rayos que pasan por los extremos de la lente se curvan más que los pasan por el centro, lo que provoca que no se forme una imagen puntual. James Clerk Maxwell introdujo la idea de que la corrección de este defecto fue lo que impulsó la aparición de cristalinos con un cierto gradiente de índice. Dicho gradiente posibilita que los rayos marginales vean un índice de refracción menor que los centrales, con lo que todos ellos enfocan en un único punto.
El tamaño del cristalino también se relaciona con las condiciones de iluminación del hábitat del animal. Los cristalinos más grandes captan una mayor cantidad de luz, por lo cual los animales nocturnos han desarrollado cristalinos de mayor tamaño en relación con el tamaño de sus globos oculares, con respecto a los animales diurnos.